# RTV 1879 Basel
RTV 1879 Basel är en sportklubb från Basel, Schweiz.
Klubben grundades 1879 under namnet Realschüler-Turnverein Basel (realskolelevernas gymnastikförening Basel) och har under åren haft verksamhet i flera sporten, även om den för närvarande är helt fokuserad på handboll. I början var fokus på gymnastik, orientering och friidrott. Efter andra världskriget tillkom handboll och i början av 1990-talet volleyboll. Klubben har haft sina största framgångar i handboll och volleyboll.I handboll har klubben blivit vunnit både dammästerskapet och herrmästerskapet två gånger (1980/81 och 1983/84 respektive 1959/60 och 1983/84). Damlaget i volleyboll har klubben vunnit mästerskapet två gånger och cupen tre gånger.